# دييغو بيناليو
دييغو أورلاندو بيناليو ، من مواليد 8 سبتمبر 1983 في زيورخ في سويسرا، لاعب كرة قدم سويسري.
يلعب مع نادي فولفسبورغ الألماني منذ عام 2008.
بدأ باللعب مع منتخب سويسرا لكرة القدم في عام 2006.

## مسيرته الكروية
لعب دييغو بيناليو خلال مسيرته الاحترافية مع 5 أندية في عشرون موسمًا ولم يسجل خلالها أي هدف ضمن 408 مباراة. حيث فاز في موسم واحد بالكأس وفي موسم واحد بالدوري.
خاض دييغو بيناليو مسيرته مع نادي زيورخ في موسم 2001–02 لمدة موسم واحد، لم يشارك في أي مباراة ولم يسجل أي هدف. ثم انتقل إلى في إف بي شتوتغارت الثاني في موسم 2002–03 واستمر معه طيلة ثلاثة مواسم، حيث شارك في 54 مباراة ولم يسجل أي هدف أيضًا. لينتقل بعدها إلى نادي ناسيونال ماديرا في موسم 2005–06 واستمر معه طيلة ثلاثة مواسم، مشاركًا في 69 مباراة ولم يسجل أي هدف أيضًا. ثم انتقل إلى نادي فولفسبورغ في موسم 2007–08 ليلعب معه عشرة مواسم، مشاركًا في 259 مباراة ولم يسجل أي هدف أيضًا. هذا وانتقل لاحقًا إلى نادي موناكو في موسم 2017–18 واستمر معه طيلة ثلاثة مواسم، مشاركًا في 26 مباراة ولم يسجل أي هدف أيضًا.

## روابط خارجية
- دييغو بيناليو على موقع الاتحاد الدولي (مؤرشف)  (الإنجليزية)
- دييغو بيناليو على موقع الاتحاد الأوربي (الإنجليزية)
- دييغو بيناليو على موقع قاعدة بيانات كرة القدم.إي يو (الإنجليزية)
- دييغو بيناليو على موقع بيانات كرة القدم. دي إي (الألمانية)
- دييغو بيناليو على موقع ليكيب (الفرنسية)
- دييغو بيناليو على موقع ناشيونال فوتبول تيمز (الإنجليزية)
- دييغو بيناليو على موقع Soccerway.com (الإنجليزية)
- دييغو بيناليو على موقع عالم كرة القدم.نت (الإنجليزية)
- دييغو بيناليو على موقع كووورة
- دييغو بيناليو على موقع أوليمبيديا (الإنجليزية)